# Cees Groot
Cees Groot (* 29. Juni 1932 in Zaandijk; † 13. März 1988 in Zaandam) war ein niederländischer Fußballspieler.

## Karriere
Groot, älterer Bruder von Henk Groot, spielte zuletzt bis 1955 für den in seinem Geburtsort ansässigen FC Zaandijk Fußball. Im seit 1954 bezahlten Fußball in den Niederlanden gehörte er dem SC Heerenveen von Dezember 1956 bis November 1957 an.
Von Dezember 1957 bis November 1959 spielte er gemeinsam mit seinem Bruder für den Zweitligisten IJVV Stormvogels aus IJmuiden, bevor er mit ihm zu Ajax Amsterdam wechselte. Am Saisonende 1959/60 belegte er mit seinem Verein, für den er alle 34 Saisonspiele bestritten hatte, Platz 1 in der Meisterschaft – gemeinsam mit dem punktgleichen Feyenoord Rotterdam. Da seinerzeit der Torquotient nicht ausschlaggebend war, wurde die Meisterschaft in einem Ausscheidungsspiel, das seine Mannschaft mit 5:1 gewann, entschieden. Sein Bruder erzielte bei einem Punktspiel weniger, aber mit 40 Toren 13 mehr als er. In der Folgesaison sicherte sich Feyenoord Rotterdam mit zwei Punkten Vorsprung auf seinen Verein die Meisterschaft, doch mit dem Gewinn des KNVB-Pokal (3:0-Sieg über NAC Breda) gewann er dennoch einen Titel, zu dem er in drei Gruppenspielen und jeweils einem in der 1. Runde, im Achtel- und Viertelfinale beigetragen hatte. Mit Ajax Amsterdam nahm er – gemeinsam mit seinem Bruder – an der 1. Ausspielung des International Football Cup, auch als Rappan-Pokalwettbewerb bekannt,  teil. In der Gruppe B2 bestritt er am 15. und 22. Juli 1961 die beiden mit 1:0 und 9:1 gewonnenen Heimspiele gegen Malmö FF und den FK Pirmasens, gegen den er zwei, sein Bruder drei Tore erzielte. Beim 4:3-Sieg n. V. über den First Vienna FC, sein Bruder erzielte den Siegtreffer in der 115. Minute, war er ebenfalls eingesetzt, wie auch im Finale. Im Olympiastadion Amsterdam wurde am 26. April 1962 vor 40.260 Zuschauern Feyenoord Rotterdam mit 4:2 bezwungen; mit seinem Tor in der zehnten Minute sorgte er für die 1:0-Führung, die sein Bruder mit drei weiteren Toren auszubauen verstand. In der Meisterschaft 1962 Vierter, 1963 Zweiter und 1964 Fünfter; Neuling DWS Amsterdam gewann überraschend seine erste und bis heute einzige Meisterschaft, und nach insgesamt elf nationalen und 16 internationalen Pokalspielen verließ er Stadt und Verein.
Von 1964 bis 1967 spielte er in Zaanstreek für den dort ansässigen Zweitligisten FC Zaanstreek, bevor er das Wagnis einging, in den Vereinigten Staaten zu helfen, Fußball populärer zu machen. Während seiner Vereinszugehörigkeit zu den Pittsburgh Phantoms – von Mai bis Juni 1967 – ist er in der National Professional Soccer League jedoch nicht zu Spieleinsätzen gekommen.
In die Niederlande zurückgekehrt gehörte er im Jahr 1968 zum Ende seiner Spielerkarriere noch einmal den FC Zaandijk an.

## Erfolge
- IFC-Sieger 1962
- Niederländischer Meister 1960
- KNVB-Pokal-Sieger 1961